# Johann von Ponickau

Das spätere Schloss Pomßen – Sitz des Johann von Ponickau

Johann (Hans) von Ponickau (* 26. Juni 1584 in Ebersbach/Sa.; † 12. März 1642 in Leipzig) war ein kaiserlicher Rat und Reichspfennigmeister, Obereinnehmer der Land- und Tranksteuer im Kurfürstentum Sachsen, kursächsischer Appellationsrat, Hauptmann zu Leipzig und zu Grimma sowie Erb-, Lehn- und Gerichtsherr zu Pomßen, Naunhof, Polenz und Ottendorf.

## Leben
Johann von Ponickau entstammte dem meißnischen Adelsgeschlecht von Ponickau. Er wirkte unter dem sächsischen Kurfürst Johann Georg I. als kursächsischer Land- und Tranksteuereinnehmer sowie Hauptmann in der Messestadt Leipzig und der Fürstenschulstadt Grimma und war außerdem kursächsischer Appellationsrat. Er trat schon bald in den Dienst des Kaisers, dessen Rat und Reichspfennigmeister er wurde und es dadurch zu Ansehen im Heiligen Römischen Reich brachte.
Am 1. November 1638 war Johann von Ponickau kursächsischer Gesandter auf dem Obersächsischen Kreistag zu Leipzig.
Er starb am 12. März 1642. Eine Woche später wurde für ihn in Leipzig eine große Begräbnisfeier gehalten, bevor seine Leiche mittels Pferdefuhrwerk in das Erbbegräbnis der Familie von Ponickau nach Pomßen überführt wurde.

## Familie
Johann von Ponickau war verheiratet mit Agnes geborene Wehse. Aus dieser Ehe gingen drei, ihn überlebende Töchter hervor:
1. Agnes Reiboldt, Ehefrau des Hans Christoph von Reibold auf Neundorf und Straßberg, Kammerjunker der Gemahlin des Fürsten Johann Georg von Sachsen,
2. Dorothea von Pflugk,
3. Johanna von Gersdorff, Ehefrau des kursächsischen Geheimen und Kriegsrates Hans Abraham von Gersdorff, Hauptmann der Ämter Torgau, Oschatz und Mutzschen, Stiftshauptmann zu Wurzen, und Besitzerin des Rittergutes Kreischau mit dem Vorwerk Görnewitz im kursächsischen Amt Schweinitz.

## Nachlass
Der Nachlass von Johann von Ponickau wird heute im Sächsischen Staatsarchiv verwaltet.